# Орзо
Орзо (англ. orzo; англ. вимова: [ˈɔːrzoʊ]) (італ. orzo ; італійська вимова: [ˈɔrdzo] ; «ячмінь», від лат. hordeum), також відомий як різоні (італ. risoni ; італійська вимова: [riˈzoːni]; «великі [зерна] рису») — це форма коротко нарізаної пасти, яка має форму великого рисового зерна. Орзо традиційно готується з борошна, але його також можна зробити з цільного зерна. Його часто роблять з семоліни, різновида борошна з твердих сортів пшениці.
Орзо, який часто помилково приймають за рис через його маленьку, схожу на рис форму, має унікальну здатність адаптуватись та покращувати різні страви.
Назва orzo є загальноприйнятою для цієї форми пасти в Північній Америці, але менше в Італії, де це слово зазвичай означає «ячмінь».

## Використання
Є багато різних способів подачі орзо. Орзо можна подавати окремо; в супі, особливо для дітей; як частина салату, плову або джувеці; або запікати в запіканці. Орзо можна пофарбувати шафраном, перцем чилі та чорною квасолею, щоб отримати жовту, помаранчеву або чорну страву з пасти.

## Подібні продукти
Орзо по суті тотожний κριθαράκι (kritharáki, «маленький ячмінь») або μανέστρα (manestra коли в супі) у грецькій кухні, arpa şehriye («ячмінна локшина») у турецькій кухні та لسان العصفور (lisān al-ʿaṣfūr, «горобчиний язик») в єгипетській кулінарії. В Іспанії еквівалент макаронів називається piñones. Плутанина може виникнути через те, що piñones це також іспанське слово для кедрових горіхів. Птітім (івр. פתיתים‎, букв. «клаптики») — це макарони у формі рисових зерен, розроблені в 1950-х роках в Ізраїлі як замінник рису.
Вони також є частиною традиційної кухні сходу Франції, від Лотарингії до Провансу, де їх називають pépinettes або riewele залежно від регіону. В Ельзасі їх зазвичай подають у курячому бульйоні.

## Приготування
Орзо часто варять в італійських супах, як і мінестроне. Його також можна відварити і злегка обсмажити, щоб отримати страву, схожу на різотто.